# Солониха (притока Південного Бугу)
Солониха — річка в Україні у Миколаївському районі Миколаївської області. Права притока річки Південного Бугу (басейн Чорного моря).

## Опис
Довжина річки приблизно 40,97 км., найкоротша відстань між витоком і гирлом — 20,50 км, коефіцієнт звивистості річки — 1,51. Формується декількома балками та загатами. На деяких ділянках річка пересихає.

## Розташування
Бере початок на північно-західній околиці села Корчино. Тече переважно на південний схід через села Трихатське, Новогригорівку та Кам'яну Балку і на південно-східній околиці села Петрово-Солониха впадає в річку Південний Буг. 
Має три великі притоки. Перша починається на північно-західній околиці села Новоселівка та впадає в балку Солониху на південь від села. Друга  бере свій початок  на північно-західній околиці села Михайлівки і впадає в Солониху південніше села Новоселівка. Третя притока формується на захід від села Кринички і впадає в Солониху південніше села Новогригорівка.
Населені пункти вздовж берегової смуги: Корчино,Трихатське, Новогригорівка,Кам`яна Балка, Петрово-Солониха.

## Цікаві факти
- Поруч пролягає автошлях Т 1506[3] (автомобільний шлях територіального значення в Миколаївській області. Проходить територією Миколаївського, Веселинівського, Доманівського, Врадіївського та Кривоозерського районів через Миколаїв — Доманівку — Берізки. Загальна довжина — 174,5 км.).
- У XX столітті на річці існували молочно,-птице,- вівце-тваринні ферми (МТФ, ПТФ, ВТФ), газгольдери та газові свердловини[2], а у XIX столітті — скотні двори та багато вітряних млинів[1].